# Делчев, Стоян
Стоя́н Де́лчев (болг. Стоян Делчев; род. 3 июля 1959, Пловдив) — болгарский гимнаст, олимпийский чемпион 1980 года в упражнениях на перекладине.

## Биография
Родился в 1959 году в Пловдиве. Гимнастикой начал заниматься с семи лет. С 1972 года тренировался под руководством Николы Николова.
Служил в армии, закончил Национальную спортивную академию. После ухода из большого спорта обосновался в США, где работает тренером в принадлежащей ему школе Deltchev Gymnastics в городе Рино, штат Невада.

## Спортивная карьера
На международном уровне дебютировал в 1977 году в Чемпионате Европы в Вильнюсе, где стал первым в выступлениях на перекладине. В 16 лет выступал на Олимпиаде в Монреале, однако на пьедестал не поднимался.
Два года спустя на чемпионате мира в Страсбурге Стоян Делчев уже завоёвывает две бронзовые медали — на коне и на перекладине, а следующий год приносит ему уже «золотой» успех: на европейском чемпионате он становится абсолютным чемпионом, завоёвывает «золото» в вольных упражнениях, «серебро» на перекладине и «бронзу» в опорном прыжке. Он стал первым европейским абсолютным чемпионом, которому ещё не исполнилось 20 лет.
Вершиной карьеры стала Олимпиада в Москве, где Делчев занял третье место в абсолютном зачёте и блистательно отработал на перекладине.
Завершил спортивную карьеру в 23 года.

## Память
- Именем Делчева назван элемент спортивной гимнастики в дисциплинах «Перекладина» (у мужчин) и «Брусья» (у женщин) — «Сальто Делчева» (высокий вылет с поворотом на 180° и сальто вперёд ноги врозь в вис)[6].
- Стоян Делчев изображён на почтовой марке КНДР номиналом 25 чон из серии, посвящённой победителям Олимпиады-80, выпущенной 20 октября 1980 года[7][8].